# Frans Dyring

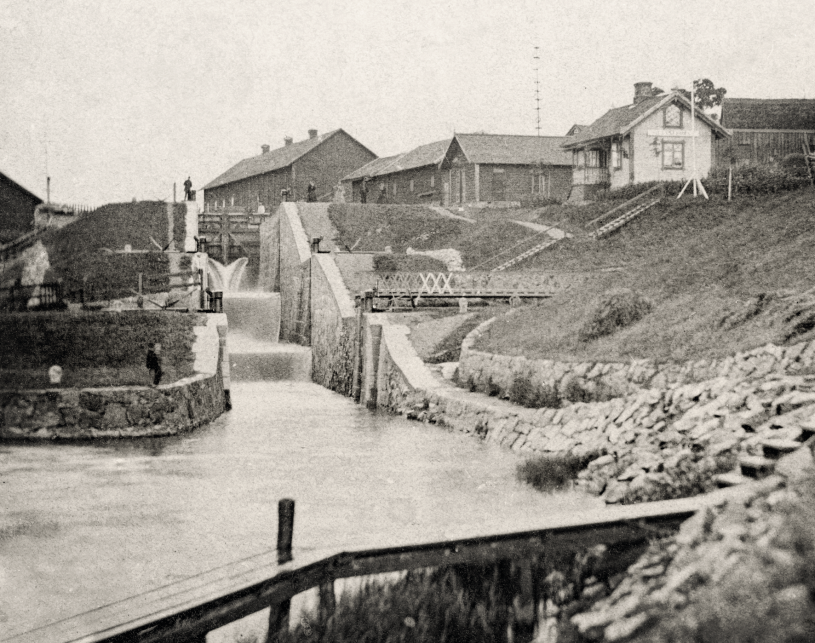
Tannefors slussar, med slussvaktarstuga till höger, 1875

Frans Dyring, född 14 december 1722 i Linköping, död 22 januari 1777, var en svensk oboist och fotograf.
Frans Dyring växte upp i Linköping, där han vid 13 års ålder skrevs in i musikcorpsen vid Andra livgrenadjärregementet och blev hautboist och sedermera musikfanjunkare.
Från 1858 drev han fast fotoverksamhet på Nygatan 3. Han köpte 1864 den så kallade Borénska gården på Drottninggatan 44, där han hade en ateljé i en paviljong i trädgården. Han anses ha varit
Linköpings förste fotograf med fast ateljé. Han tog främst ateljéporträtt, men också ett fåtal reportagebilder finns bevarade. 
Frans Dyring var gift med Johanna Carol. Sandberg (född 1824). Paret hade bland annat sonen Edvard Düring och dottern Hilda Düring (1850-1926). Hilda Düring drev från 1881 fotoateljén vidare.

## Bildgalleri

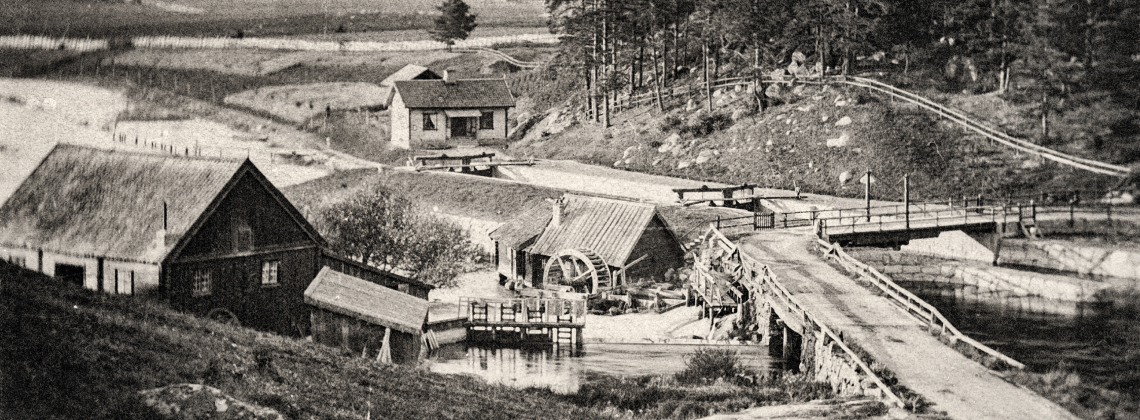
Anläggning av Hjulsbro sluss, omkring 1871
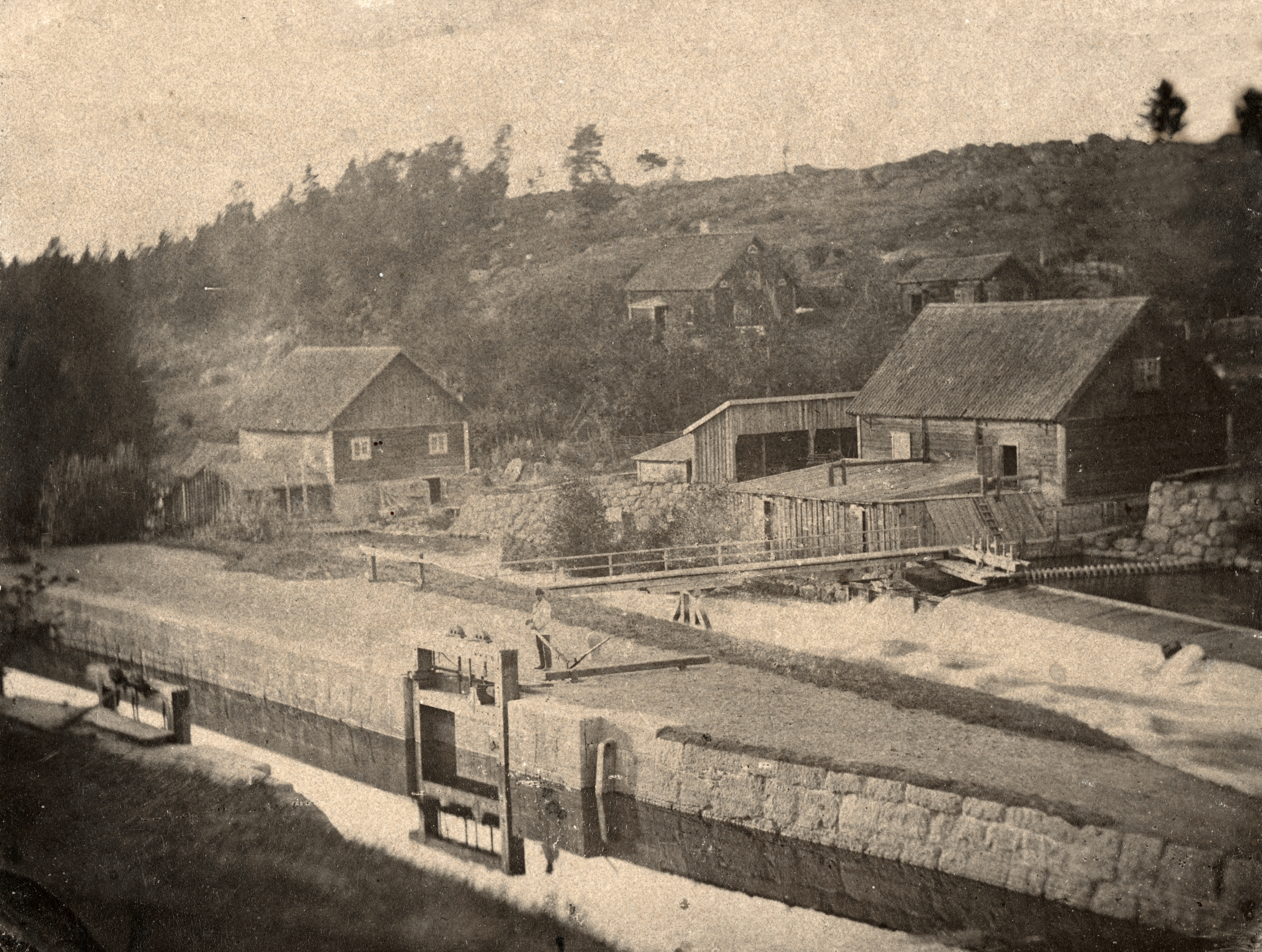
Hackefors sluss med fallets två kvarnar, 1871
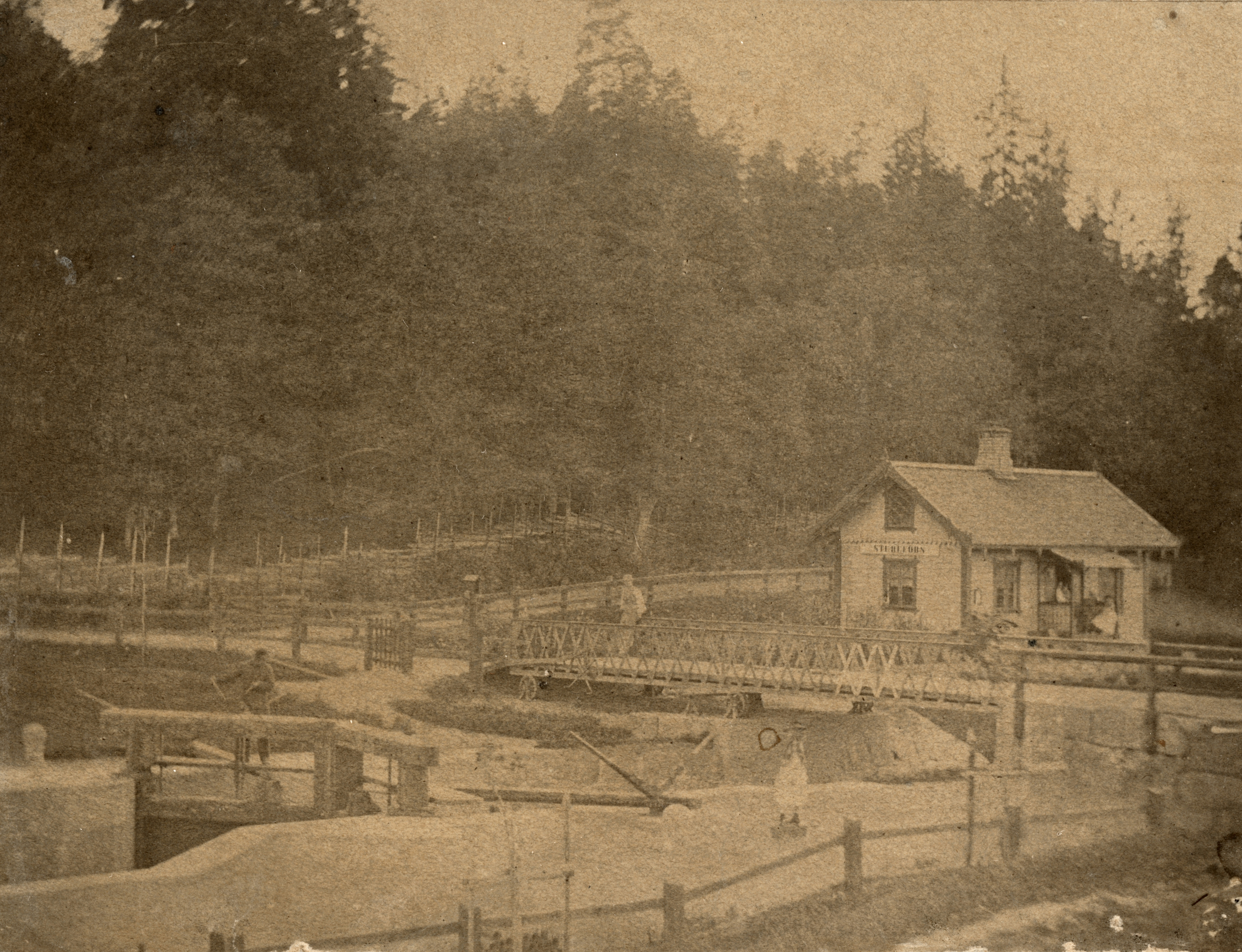
Sturefors sluss, 1871